# 日本の調理器具
日本の調理器具（にほんのちょうりきぐ）は、日本料理の調理に使用される一般的な調理器具。
以下は、日本の調理器具のうち、代表的器具のリストである。

## 包丁
- 出刃包丁：魚を捌く、肉を切る用途
- 刺身包丁：生の魚介類を刺身などのために薄く切るための包丁
- 菜切包丁、薄刃包丁：野菜を切るための包丁
- 鮪包丁：マグロを解体するために特化した包丁
- 三徳包丁：欧風の、汎用性が高い和包丁
- 麺切包丁：麺の生地を麺の形に切るために特化した包丁
- 鰻裂き包丁：うなぎを捌くための包丁

## 鍋、フライパン、鉢
- 油切り：油を切るための網状のトレイ
- 揚げ物鍋：揚げ物に適した鍋
- 土鍋：直火にかける土製の鍋
- 寿司桶：寿司を盛り付けるのに用いられる桶
- 玉子焼き鍋：たまご焼き用の長方形の鍋
- 蒸器とせいろ：蒸し料理用の竹や木で作られた調理器具
- 落とし蓋：材料の上にかぶせる蓋
- 炊飯器：炊飯用の電気器具
- すり鉢、すりこ木：食物をすりつぶしながら混ぜるための用具
- たこ焼き器：たこ焼き用ホットプレート
- 鉄瓶：鉄製の湯沸かしの器具
- 鉄鍋：すき焼きなどに用いられる鉄製の鍋
- 臼と杵：餅つきなどに使用される調理器具

## その他の調理器具
- 網杓子：湯や汁の中の食物をすくう道具
- 活け締め：漁獲した魚を処理する道具
- 鰹節削り器：鰹節を削るための道具
- 串
- 巻き簾：巻き寿司用のすだれ
- おろし器
- 押しずし箱
- 菜箸：調理用の箸

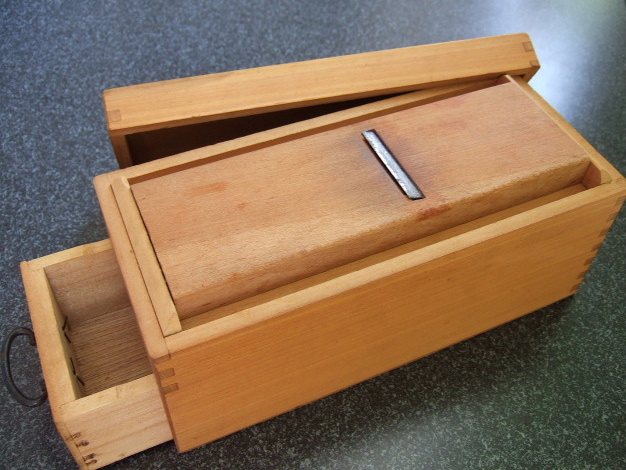
鰹節削り器の引き出しを少し開いた状態

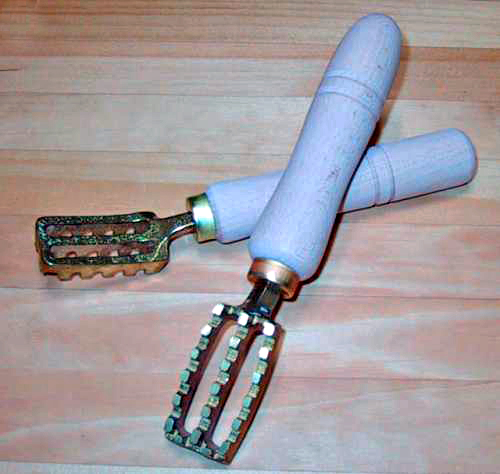
うろこ引き

- しゃもじ：ご飯をすくったり混ぜたりするのに使用される杓子
- 漬物器、漬物石
- うろこ引き：魚のうろこを取る道具
- ざる：竹であんで、円く、くぼんだ形の器

## 食器
- 重箱：二重から五重に積み重ねられた箱
- 松花堂弁当：弁当箱